# RTA Rapid Transit
RTA Rapid Transit (også kendt som The Rapid), er et metrosystem i den amerikanske by Cleveland, som er ejet og styret af Greater Cleveland Regional Transit Authority (GCRTA).
| Jernbane | Spire Denne jernbaneartikel er en spire som bør udbygges. Du er velkommen til at hjælpe Wikipedia ved at udvide den. |